# Høvedsmand
En høvedsmand (dvs. hovedmand eller overhoved) er en ældre betegnelse for en person, der styrer eller forvalter et område (fx som lensmand, statholder, slotsherre eller lignende). Betegnelsen kan også dække en leder af en hærafdeling.
I Danmark varetog en kongelig høvedsmand i middelalderen kronens gods i et len. Betegnelsen høvedsmand er derfor nok bredere, men ofte anvendt synonymt for lensmand (eller senere amtmand).
I Skåne blev betegnelsen gældkeren hhv. gælker brugt frem til 1383.